# 凍雨

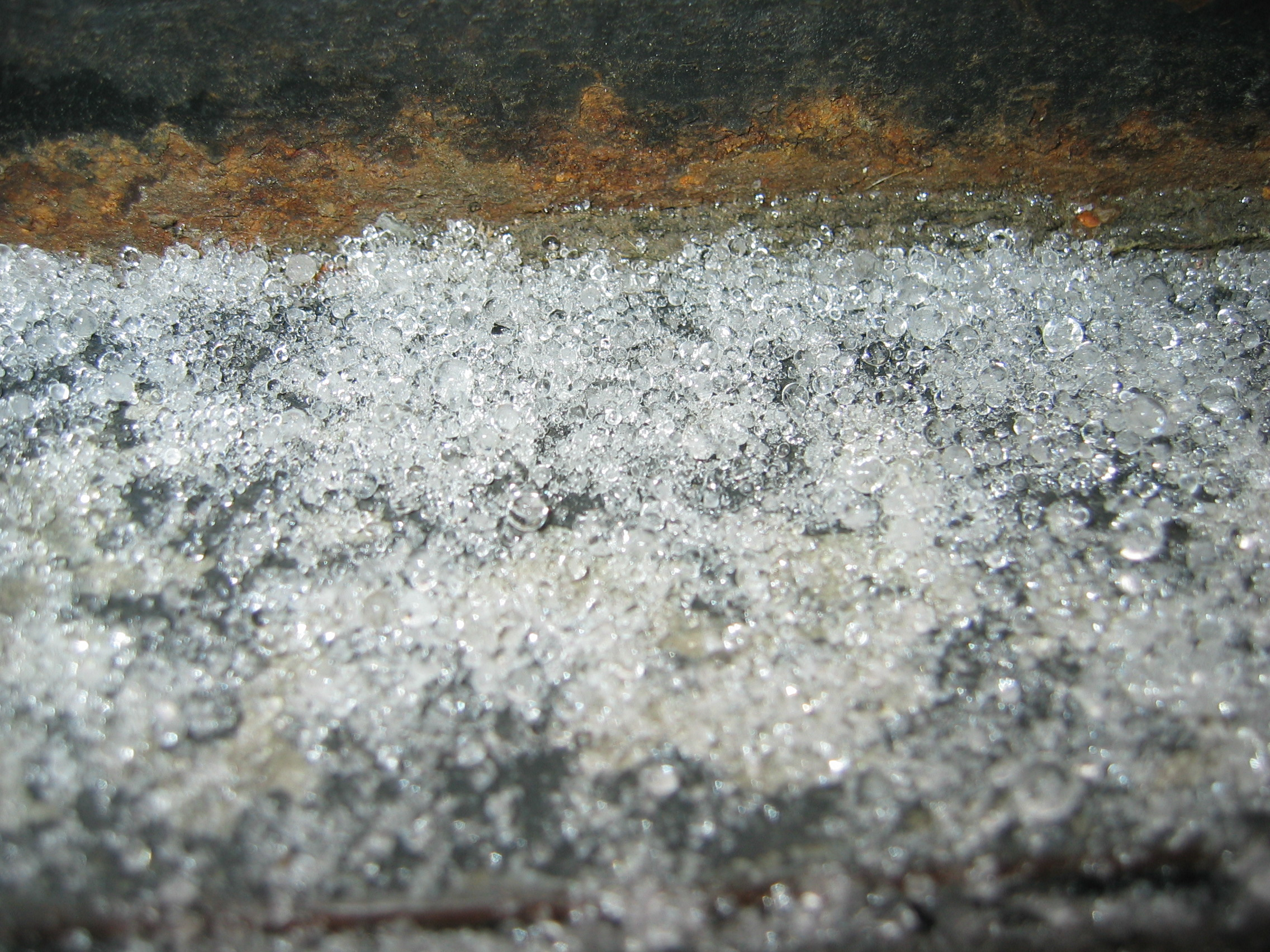
地面に積もった凍雨

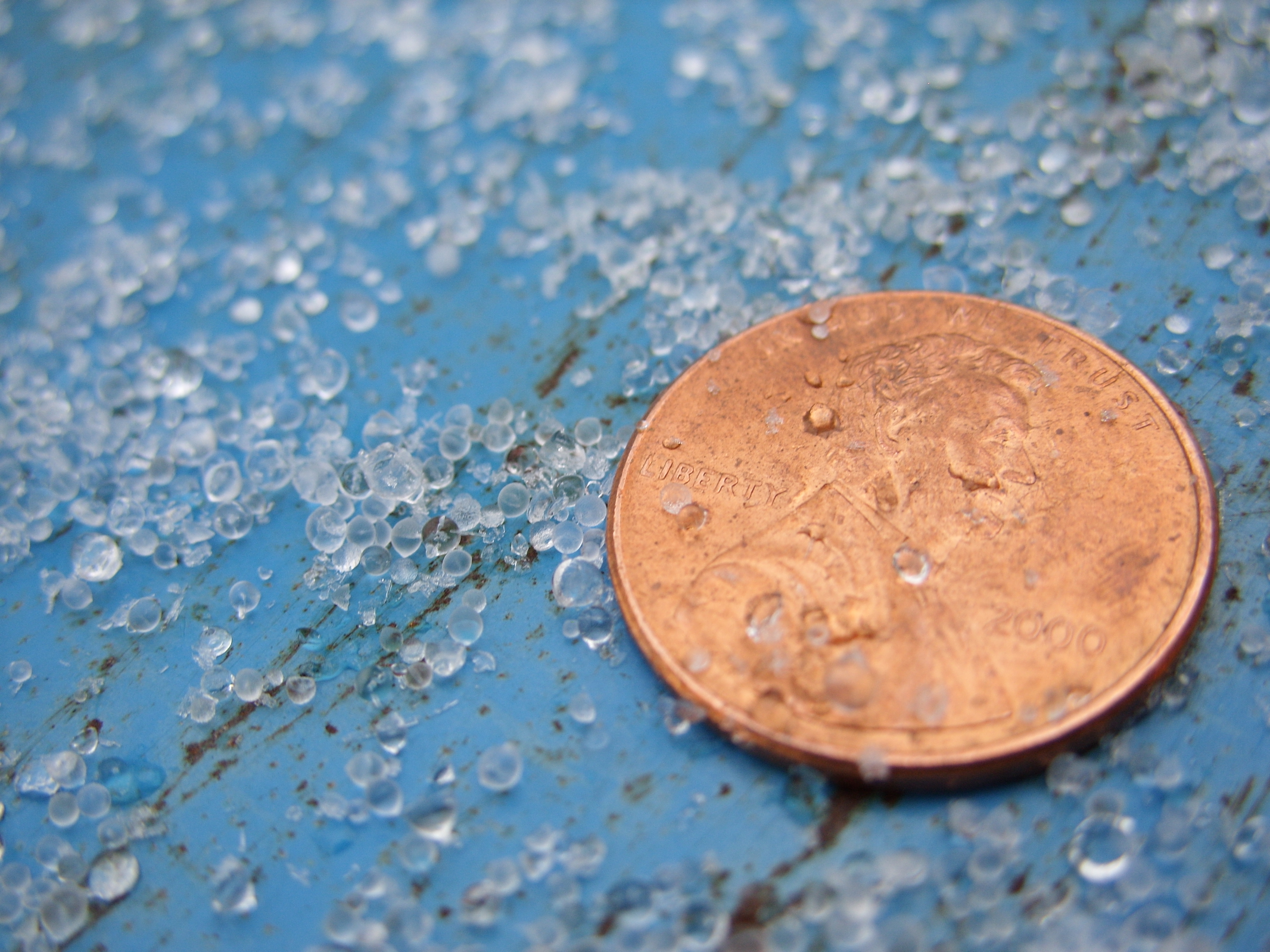
凍雨、および比較のためのアメリカ1セント硬貨（約19 mm）

凍雨（とうう、英: ice pellets）は、主に球形の透明な氷の粒が降る気象現象。雨粒や解けかけの雪が落下の途中で再び凍ったもの。

## 性状と特徴
小さなガラス玉にも形容される、透明または半透明の氷の粒。直径5ミリメートル(mm)未満のものをいい（5 mm以上は雹）、多くは約1 - 4 mm。形は主に球形だが、突起の付いた不定形のものもみられ、稀に円錐形のものもある。突起は、凍結の過程で内部の液体水が飛び出して形成されると考えられている。雪片が元となる場合、完全に解ければ透明で、解け切っていなければ残った雪片が不透明な部分になる。なお、極地では雪の結晶が付着した形のものも観測されている。完全に凍結しておらず、内部に液体水が残ったものもある。
凍雨の密度は高くて、ふつう氷の比重約0.92に近く、液体が残る場合はそれよりも大きい値をとる。凍雨は踏んでも簡単には潰れない。堅い地面に落ちると音をたてて弾む。
また凍雨は非しゅう雨性の降水である。ふつう高層雲または乱層雲から降る。
類似する固形降水として、雪霰は大きさが同じだが脆く白色不透明で密度が低く（比重0.8未満）、氷霰は大きさや色味が同じで密度も同程度だが、雪霰や氷霰は積雲や積乱雲から降るしゅう雨性の降水であることから区別できる。さらに雹は5 mmを超えるほど大きくしゅう雨性の降水であることから区別できる。

## メカニズム
雲から落下する雨粒が、0 ℃以下の層を通り凍結して形成される。また、雪片がいったん0 ℃以上の層を通り融解、0 ℃以下の層を通り再び凍結してできるものもあるが、頻度は低い。
このようなプロセスは上空に気温の逆転層が存在することで起こる。凍雨は、上空の0 ℃以上の空気の層（暖気層、融解層）に比べて、地表付近の0 ℃以下の空気の層（冷気層、再凍結層）が厚いときに生じる傾向がある。なお、厚い0 ℃以上の暖気層に比して地表付近の冷気層が薄く、地表気温が0 ℃付近かそれを下回るとき、雨粒が過冷却状態の着氷性の雨として降り、地面などに落ちてまもなく凍結し雨氷となる場合がある。
気象状況としては、発生例が多いアメリカやカナダでは主に温暖前線付近に生じ、地形などの影響を受けて前線の降水域に重ねて暖気の移流と寒気塊が形成される領域で、気温などの条件に該当するとき発生の可能性がある。また、乾燥空気の流入は蒸発による冷却を促す要素になる。
アメリカやカナダでは頻繁ではないもののしばしば発生する。雨から変わり、一時的に着氷性の雨を挟んで、凍雨に変わる経過をとる。
日本では発生は稀。地域性があり、中部地方より北の山岳地帯と関東地方より北の太平洋側の平野部に偏って分布する。近年では、2005年4月10日に北海道札幌市付近、2016年1月29日に関東平野の北部で発生例がある。

## 観測・記録
日本の場合、予報や観測の場面により、凍雨は以下のように取り扱う。
- 天気予報の予報文では、雪に含める形で予報される（霙と同様）[10]。
- 天気や大気現象の目視観測を行う拠点では、大気現象として凍雨を記録し、霰や雹などと区別している。自動気象観測装置を導入した拠点では、大気現象の記録を行っていない[11][12][13]。
- 目視・自動どちらの拠点でも、天気としては、凍雨が降っても「あられ」（雪あられ、氷あられ又は凍雨が降っている状態）と記録する[2]。

国際気象通報式では、凍雨単独を示す区分が1つあり、雪や雨などほかの減少を伴う場合はその区分として、選択して報告する。基本の記号は  。
ラジオ気象通報などの日本式天気図では、観測時に凍雨が降っている場合に天気を「あられ」とする（天気記号は）。
航空気象の通報式では、「降水現象」の欄のPLが凍雨を表す。

## 言葉
氷雨と同様に、凍雨を冷たい雨や冬の雨、霙などを指して用いることもある。
世界気象機関など国際的には、英語では"ice pellets"が凍雨を指す。
アメリカ英語（アメリカやカナダ）では、"sleet"が凍雨を指す。また"ice pellets"は凍雨または霰を指す。
イギリス英語では、"grains of ice"が凍雨を指す。また"sleet"は霙を指す。
なお、英語の"freezing rain"は着氷性の雨を指す。